# Поллак-Полянов, Николай Евгеньевич
Николай Евгеньевич Поллак-Полянов — советский хозяйственный, государственный и политический деятель, кандидат исторических наук, доктор философских наук.

## Биография
Родился в 1921 году в Вене. Член КПСС с 1956 года.
Выпускник Московского государственного университета 1943 года. С 1943 года — на хозяйственной, общественной и политической работе. В 1943—1987 гг. — публицист, очеркист, писатель.
Лауреат премии Союза журналистов СССР — 1969 г. Член СП СССР с 1971 года.
Жил в Москве.

## Сочинения
- На Востоке Германии. М., 1952;
- На берегах матери Вод. М., 1958;
- Кто похищает «малую Европу». М., 1962. (Б-ка «Известий»);
- Фасад и задворки: Памфлеты, публицистика. М., 1969;
- Конец карнавального принца. М" 1975. (Б-ка «Огонек»; № 22);
- На рубеже времен: Очерки и памфлеты. М., 1978.